# Церковь Рождества Христова (Комсомольск)
Христорождественская церковь — приходской православный храм в городе Комсомольске Ивановской области. Входит в состав Комсомольского благочиния Шуйской епархии Русской православной церкви.

## История
Каменная двухпрестольная двухэтажная пятиглавая церковь села Ми́ловского в стиле развитого барокко построена в 1771 году по средства контр-адмирала Никифора Молчанова вместо бывшей деревянной.
В 1930-е годы церковь Рождества Христова была закрыта и десятилетиями использовалась в качестве мебельного склада Комсомольского РайПО. В 1988 году храм был вновь освящен архиерейским чином и в настоящее время является действующим.

## Архитектура
Архитектурная особенность храма — расчленение фасадов основного объёма оригинальными широкими пилястрами большого ордера, которые размещены в простенках окон и с отступом от углов. Пилястры установлены на крупные пьедесталы с филенками и пересечены междуэтажным карнизом.

## Современность
Здание имеет статус объекта культурного наследия России и памятника архитектуры.
У храма есть два престола: Рождества Христова в тёплом храме внизу и Казанской иконы Божией Матери в холодном храме наверху.